# 成蹊大学空手道部傷害致死事件
成蹊大学空手道部傷害致死事件（せいけいだいがくからてぶしょうがいちしじけん）は、日本で発生した傷害致死事件。

## 概要
2012年（平成24年）12月1日の午後に、武蔵野市吉祥寺に存在する成蹊大学の武道場で、成蹊大学空手道部の練習が行われていた。この時に空手道部の主将であった22歳の大学生が、卒業生であり空手の練習の指導をしていた77歳の人物の顔面に回し蹴りをし、頭蓋骨損傷で死亡させた。
12月8日に警視庁武蔵野警察署は、回し蹴りをした大学生を傷害致死容疑で逮捕した。事件が起きた日は、死亡した人も含めた卒業生3人と、大学生6人で練習が行われていた。この時に容疑者となる人物が他の大学生と組み手をしている時に、死亡することとなる人物が指導に入ってきて、容疑者となる人物に平手打ちをした。この2人は指導方法を巡ってトラブルになっていた。この時に容疑者となる人物が怒って回し蹴りをしたことで死亡した。
この死亡した人物は、部員に対しては体罰を含む厳しい指導をしていた。裁判では大学生側は、これは死亡した者との組み手の練習をしているときの出来事であり、正当な行為であると無罪を主張していた。だが裁判長は、このときの死亡した者は無防備な体制であり、組み手の練習中ではなかったとして、死亡させた大学生に懲役3年執行猶予5年（求刑懲役5年）の有罪判決を言い渡した。
成蹊大学は同日に、この事件に対して亀嶋庸一学長が声明を発表する。このような事件が起きたことを遺憾に思い、皆に迷惑と心配をかけたことをお詫びし、再発防止策を講じ学生指導のいっそうの強化を図り、二度とこのような事件が起きないように努めると述べた。12月10日には、成蹊大学ではこの事件に係る対策本部が設置される。同日にこの対策本部のもので副学長を委員長とする調査委員会が設置され、事件の究明と再発防止に向けた調査が始められる。2013年（平成25年）3月29日には、対策本部が検討を行ってきて定めた方針が発表される。複数の項目が定められ、人命が失われたことを強く受け止めて、事故の再発を防止して部活動の安全確保と健全な運営を担保することに取り組むこととされた。